# Discozantaena genuvela
Discozantaena genuvela är en skalbaggsart som beskrevs av Perkins och Balfour-browne 1994. Discozantaena genuvela ingår i släktet Discozantaena och familjen vattenbrynsbaggar. Inga underarter finns listade i Catalogue of Life.